# Armand Barbès

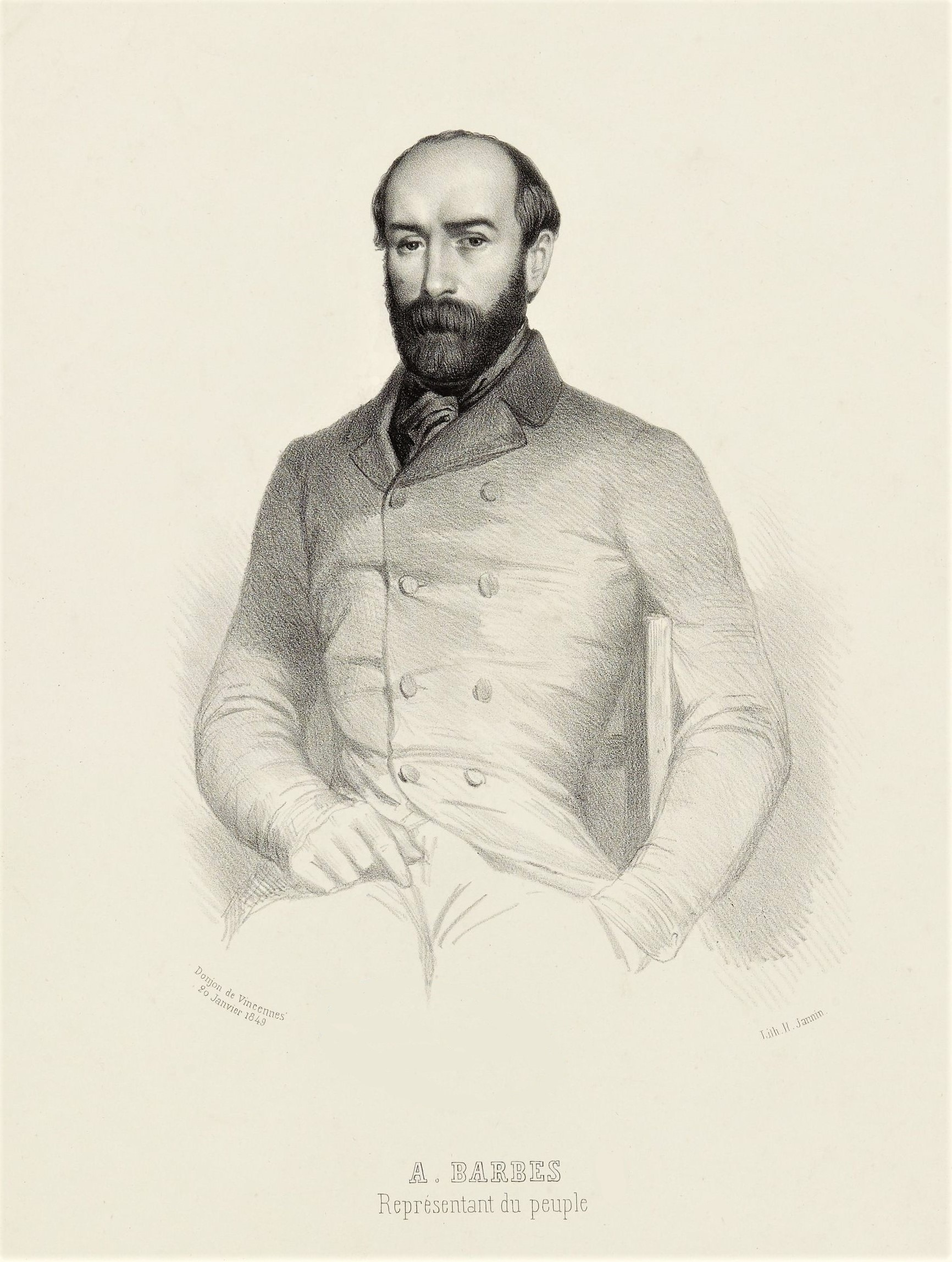
Armand Barbès

Armand Barbès, född 18 september 1809 på Guadeloupe, död 26 juni 1870 i Haag, var en fransk revolutionär demokrat.
Barbès kom 1830 till Paris för att studera juridik. Där fördes han av sina republikanska åsikter in i flera hemliga sällskap och blev två gånger (1834 och 1836) dömd till fängelse. Efter upprorsförsöket i maj 1839 blev Barbès som en av huvudledarna dömd till döden av pärskammaren, men benådades på Victor Hugos förbön av kungen med livstidsfängelse.
Februarirevolutionen 1848 återgav honom friheten, och han blev därefter guvernör över Luxembourg-palatset, överste för en legion av det parisiska nationalgardet och medlem av nationalförsamlingen. I förening med Louis Auguste Blanqui och François-Vincent Raspail gjorde han den 15 maj 1848 ett försök att spränga nationalförsamlingen och bilda en ny, radikal styrelse. Detta misslyckades, och Barbès dömdes till deportation för livstid. Straffet förvandlades till fängelse på ön Belle-île vid Bretagnes kust), där han satt till 1854, då Napoleon III skänkte honom friheten. Han ville dock inte ta emot den kejserliga nåden, utan begav sig till Paris för att protestera och åter ställa sig inför rätta. Då emellertid ingen där brydde sig om honom, reste han till Nederländerna. Någon tid därefter begav han sig till Spanien och sedan åter till Nederländerna. Han avled i Haag 1870.